# Sold (film 1915)
Sold è un film muto del 1915 diretto da Hugh Ford e Edwin S. Porter. La sceneggiatura si basa sull'omonimo lavoro teatrale del 1910 di George Erastov.

## Trama
La vita di due artisti: uno ricco e di grande successo, l'altro - anche se di talento - che non riesce a sfondare perché privo di relazioni sociali. Entrambi amano la stessa donna: a essere scelto sarà l'artista povero. La vita dei due sposi è piena di difficoltà e la donna invita il pittore ricco a casa sua, per mostrargli i lavori del marito. Davanti a un nudo di donna, l'artista le dichiara che, per poter finire un suo quadro che ha come tema il mercato dell'harem, sarebbe disposto a pagare anche mille dollari per avere la stessa modella. Lei, per procurarsi il denaro, si presenta a casa del pittore, confessandogli di essere lei la modella del nudo. Quando il marito viene a sapere della visita, crede di essere stato tradito. Ma, presto, davanti ai sacrifici della moglie, si ricrede su di lei.

## Produzione
Il film fu prodotto dalla Famous Players Film Company.

## Distribuzione
Il copyright del film, richiesto dalla Famous Players Film Co., fu registrato il 12 luglio 1915 con il numero LU5794.
Distribuito dalla Paramount Pictures, il film - presentato da Daniel Frohman - uscì nelle sale cinematografiche degli Stati Uniti il 5 marzo 1915. Ne fu fatta una riedizione che venne distribuita il 30 marzo 1919.
Non si conoscono copie ancora esistenti della pellicola che viene considerata presumibilmente perduta